# Megsebezve
A Megsebezve (eredeti cím: Bruised) 2020-ban bemutatott amerikai–brit filmdráma Halle Berry rendezésében. A főbb szerepekben Halle Berry, Shamier Anderson, Adan Canto, Sheila Atim és Stephen McKinley látható.
Először a Torontói Nemzetközi Filmfesztiválon mutatták be 2020. szeptember 12-én. Amerikában 2021. november 17-én a mozikban, Magyarországon 2021. november 24-én a Netflixen mutatták be.

## Cselekmény
Jackie Justice négy évvel azután, hogy feladott egy nagy meccset, a korábbi UFC-viadalon, a barátjával és menedzserével, Desivel él Newark belvárosában. Jackie takarítóként keresi a kenyerét, és az alkoholra hagyatkozik, hogy megbirkózzon mindennapjai unalmával. Desi arra ösztökéli Jackie-t, hogy kezdjen újra bokszolni, de a lány visszautasítja, és dühösen őt hibáztatja a karrierje rossz irányításáért.
Desi elviszi Jackie-t egy illegális földalatti meccsre, abban a reményben, hogy egy új bunyóst szerződtethet. Felismerve, a "vérfarkas" provokálja őt a harcra. Amikor Jackie végül elveszti az önuralmát, lefogja a "Vérfarkast", és eszméletlenre fejeli. A férfi felfigyel Immaculate-re, az Invicta Fighting Championships nevű, csak nőkből álló MMA-liga helyi promóterére, és beszervezi Jackie-t. A férfi összehozza Bobbi "Buddhakan" Berroával és Pops-szal, a legjobb edzőivel, hogy újra harci formába kerüljön.
Hazafelé tartva Jackie-t és Desit megállítja Jackie édesanyja, Angel, aki magával hozta Mannyt, Jackie hatéves fiát, akit csecsemőkora óta nem látott. Manny az ő felügyeletére került, miután az apja, Jackie korábbi barátja meghalt egy lövöldözésben. A trauma miatt Manny teljesen elvesztette a beszédkészségét.
Manny az anyjához költözik, Jackie pedig Buddhakan útmutatásával lassan újra formába lendül. Immaculate meggyőzi, hogy menedzser nélkül írjon alá vele szerződést; feldühíti Desit, de végül rendbe hozzák a dolgokat. Buddhakanhoz egyre közelebb kerülve Jackie megtudja, hogy ő is anya, de több mint két éve nem látta a gyermekét, miután házassága felbomlott.
Jackie beíratja Mannyt az iskolába, miközben megtanul anyává válni, és még az összes alkoholját is a mosogatóba dobja. Jackie és Desi kapcsolata azonban megromlik, mígnem a férfi végül bekattan, összetöri Manny billentyűzetét, és Jackie-t arcon üti, amikor az megpróbálja megállítani. Jackie végleg elhagyja őt Mannyvel. Angel megengedi, hogy a verekedésig hozzá költözzenek.
Jackie egy Atlantic City-i címmeccsen Lucia "Sárkány Lady" Chavez, az Invicta FC légsúlyú bajnoka ellen lép ringbe. Immaculate azt állítja, hogy a küzdelem célja, hogy Jackie visszakerüljön a UFC-be, de később bevallja, hogy csapdába akarta csalni őt Chávez ellen
Jackie pánikrohamot kap, újra átéli a legutóbbi harcának emlékét. Manny megpróbálja megvigasztalni, de a lány ráordít, hogy menjen el. A fiú elszalad, és egy idegen elviszi Angelhez. Angel, aki már amúgy is rossz viszonyban van a lányával (mivel Jackie azzal vádolta, hogy hagyta, hogy a barátja és Jackie nagybátyja megerőszakolja őt gyerekkorában), gúnyosan közli Jackie-vel, hogy alkalmatlan anya, és hogy átveszi Manny gondozását.
Mivel senki máshoz nem tud fordulni, Jackie Buddhakannal kezd élni, és teljesen belemerül a tréningbe. Bevallja, hogy fél a ringbe való visszatéréstől, csókolóznak és intim kapcsolatba kerülnek. Amikor azonban Buddhaken megkéri, hogy fontolja meg a kapcsolatukat, Jackie bevallja, hogy még nem áll készen, Buddhakan pedig elkezd inni, és a meccs előtti napon kórházba kerül.
Miután csak Pops áll mellette, Jackie figyelmetlenül lép ringbe Chávez ellen, így a bajnok uralja az első kört. A második és harmadik körben nő a magabiztossága, sikerül kimerítenie Chávez-t, és elnyeri a közönség tetszését. Az ötödik és egyben utolsó körben Jackie diadalmaskodik, és a mérkőzés döntetlennel zárul. Ennek ellenére Chávez és a közönség is Jackie visszatérését ünneplik.
Jackie miután kibékül Buddhakannal, visszamegy Angelhez, megígérve nekik, hogy saját helyet fog keresni. A anya és lánya jó viszonyban búcsúznak el egymástól. Jakcie és fia ahogy sétálnak az utcán, a nő megáll, hogy segítsen Manny-nek megkötni a cipőfűzőjét, és ő először szól hozzá, elfogadva őt, mint édesanyját.

## Szereplők
| Szerep                      | Színész                    | Magyar hang     |
| --------------------------- | -------------------------- | --------------- |
| Jackie Justice              | Halle Berry                | Pikali Gerda    |
| Manny                       | Danny Boyd Jr.             |                 |
| Immaculate                  | Shamier Anderson           | Galambos Péter  |
| Desi                        | Adan Canto                 | Zámbori Soma    |
| Bobbi 'Buddhakan' Berroa    | Sheila Atim                | Bánfalvi Eszter |
| Pops                        | Stephen McKinley Henderson | Papp János      |
| Angel McQueen-Justice       | Adriane Lenox              | Sáfár Anikó     |
| Lucia 'Sárkány Lady' Chavez | Valentina Shevchenko       | Kis-Kovács Luca |
| önmaga                      | Keith Peterson             | Bognár Tamás    |

### Magyar változat
- Magyar szöveg: Kiss Barnabás
- Hangmérnök: Böhm Gergely
- Vágó: Kránitz Bence
- Gyártásvezető: Bogdán Anikó
- Szinkronrendező: Faragó József
- Produkciós vezető: Haramia Judit

A szinkront az SDI Media Hungary készítette el.

## A sorozat készítése
Eredetileg Nick Cassavetes rendezte volna a Michelle Rosenfarb által írt Megsebezve című vegyes harcművészeti filmet, amelynek producerei Guymon Casady, Basil Iwanyk, Linda Gottlieb és Erica Lee voltak. Eredetileg Blake Lively volt a film főszereplője. 2018. szeptember 11-én Halle Berry vette át a film rendezését és Livelyt váltotta a film főszereplőjeként. 2019. december 4-én Shamier Anderson és Adan Canto kapott szerepet a filmben. 2019. december 16-án Sheila Atim kapott szerepet a filmben.
A forgatás 2019 novemberében kezdődött New Jerseyben. A forgatási helyszínek közé tartozott még Atlantic City és Newark. A forgatás alatt Berry kisebb sérülést szenvedett, a forgatás néhány napra felfüggesztésre került. A forgatás 2019. december 20-án fejeződött be.